# 齐内丁·齐达内
齐内丁·耶齐德·施丹（法語： [zinedin zidan]，1972年6月23日—），出生於法國馬賽，是一名已退役的法國職業足球員，被譽為歷史最強球員之一。齐达内曾为法國國家足球隊隊長，司职中场。曾兩次擔任西甲俱樂部皇家馬德里領隊。
齐达内乃三屆世界足球先生得主，曾獲得1998年世界盃冠軍、2000年歐洲國家盃冠軍、歐洲聯賽冠軍盃、西甲聯賽、意甲聯賽等多個大型賽事冠軍。2006年世界盃為國家隊奪得亞軍後退役，是愛迪達的代言人。2004年，他位列球王比利評選的125位最出色的在世球星（FIFA 100）中。2012年，齐达内擊敗雅尼克·诺阿和柏天尼等，當選法國歷史最佳運動員。2016年1月4日，齐达内出任皇家馬德里總教練一職，并率领皇家马德里获得欧冠三连冠，成为欧冠历史上继米格爾·穆諾兹、特拉帕托尼、克鲁伊夫、安切洛蒂、里杰卡尔德和瓜迪奥拉之后第7位作为球员和教练都拿到过欧冠冠军的人物。2018年5月31日，齐达内主动宣布辭職。2019年3月11日，皇馬於該賽季歐冠16強爆冷出局後數日，席丹回归皇马重掌帅印。FIFA亦在2019年加入了席丹成為FIFA 20 Icons 中的經典人物。

## 生平

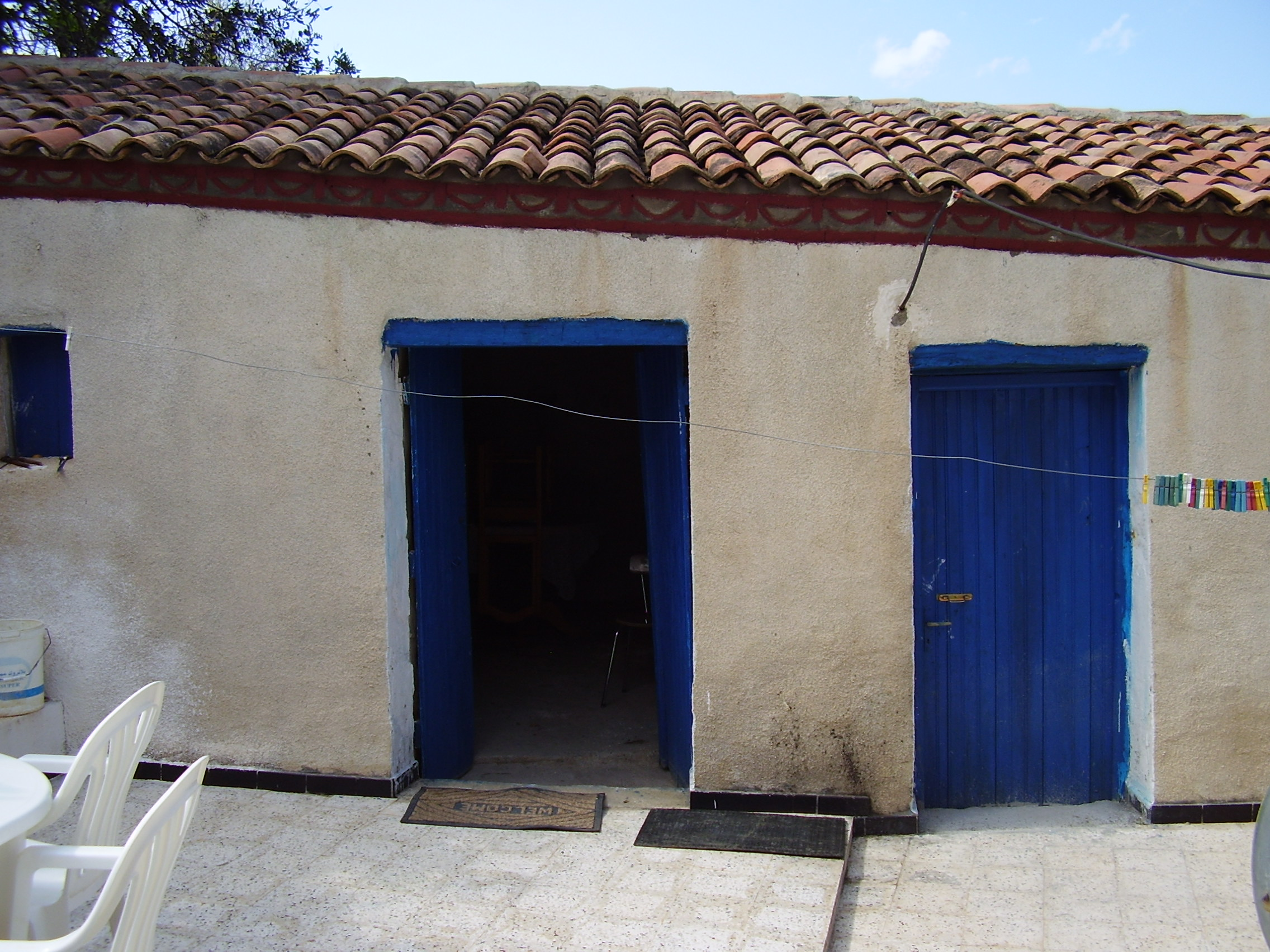
柏柏爾村落中走出的天王巨星。

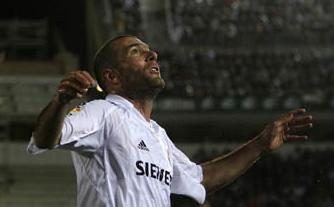
2005年皇家馬德里陣中的齐达内。

齐达内出生於法國馬賽，來自阿爾及利亞的卡拜尔人后裔。齐达内13歲時加入康城展開球員生涯。1988年（即是他16歲時）首次代表康城在法甲聯賽上陣。1992年加盟波爾多，並於1996年協助球會進入歐洲足協盃決賽。
在1996年7月，齐达内从法國波爾多俱樂部足球隊轉會至意大利祖雲達斯，年薪達1200萬法郎。他在祖雲達斯隊中雖然身披21號球衣，但却像柏天尼那样很快成為祖雲達斯隊的中場核心。96至98年，他效力的祖雲達斯隊在各種大賽上獲得了优异成績，包括意甲冠軍和歐洲冠軍杯亞軍。
2001年齐达内以破世界轉會費紀錄7300萬歐元（6400萬英鎊）加盟西甲球會皇家馬德里。這亦為他闖進職業生涯第二次高峰。在那裏，他和大批世界頂尖球員——朗拿度、卡路士、費高、碧咸、魯爾一起，為球迷们奉獻了一場接一場精彩绝伦的比赛。而在皇馬期間他贏得西甲聯賽冠軍，而在齐达内職業生涯中最為難忘的一場俱樂部賽事，在格拉斯哥的汉普顿公園球場和利華古遜的2002年歐洲聯賽冠軍盃決賽中時半轉身凌空怒射射入「世界波」協助球隊奪得冠軍。這時剛好是皇馬創會一百週年誌慶，2006年，齐达内完成皇馬合約告別足球。
退役後的齐达内只間中以個人名義在慈善賽出現。其後，他先後擔任皇家馬德里的顧問、總監、助教及青訓營教練。對於會否出任一隊教練，齐达内曾表示「未有打算，可是將來什麼也會發生」。2016年1月4日，皇家馬德里正式宣布由齐达内接替剛被辭退的貝尼特斯成為主帥，於2015/16球季的餘下聯賽賽事中敗於巴塞羅那僅居亞軍﹔歐洲聯賽冠軍盃決賽憑具爭議性的越位入球，在法定時間及加時1-1打和後，互射十二碼以5-3險勝馬德里體育會封王。至此，齐达内分別曾經以球員、助教及領隊身份協助皇馬奪得歐洲冠軍，亦成為第七位於球員時代和執教生涯皆能取得歐冠盃的人。2016/17球季則帶領皇馬暌違五年重奪西甲冠軍及成為歐冠盃改制後首支能夠衛冕的球隊。2018年，齐达内帶領皇馬連續三年贏得歐聯冠軍。
2018年5月31日，齐达内辭去皇馬領隊一職
。
2019年3月11日，皇家馬德里宣佈解僱索拉里，齐达内接任，帶領球隊完成該季餘下賽事，以及未來3個賽季，直到2022年6月30日。陣容經過一季重整後，2019/20球季，齐达内帶領銀河艦隊奪得西班牙超級盃及西甲聯賽錦標。
2021年5月27日，皇家馬德里宣布齐达内不再擔任球隊主教練。

## 國家隊

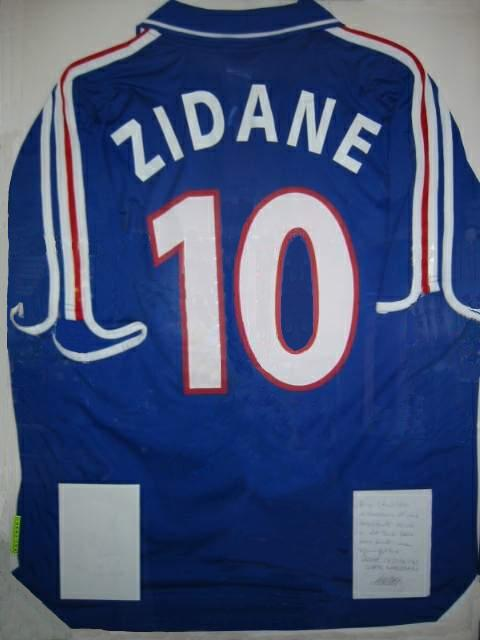
齐达内當年在國家隊身披10號戰袍。

齐达内效力波爾多時已入選法國國家隊。1994年8月17日首次為國家隊上陣出戰捷克，他在法国队以0：2落后时被替换上场，并在15分钟内分别用左脚和头顶攻入2球。这场比赛是他的“成名之作”。其後成為國家隊核心成員。
而真正令他踏入人生巔峰的，則是在1998年世界杯的時候。當屆他在世界杯決賽面對巴西中頂入兩球，為法國首次奪得世界盃，賽後一眾國家隊成員獲法國總統受勳。而齐达内亦廣受歡迎，成為法國人心目中的英雄。甚至有球迷要求让齐达内当法国总理。可见他当时的人气之旺。 当年，齐达内被评为法国足球先生。
两年之后的2000年，法國隊亦贏得歐洲國家杯，當時齐达内再度成為法國隊奪標的功臣，分別於八強射入漂亮罰球淘汰西班牙，及於四強加時射入十二碼淘汰葡萄牙，亦被廣泛認為當屆賽事的最佳球員。
伤病的困扰使齐达内在2002年世界杯上失望而归。在那届世界杯上，上届冠军法国队以一球未进的糟糕战绩在小组赛上就铩羽而归。负伤的齐达内在小组赛的最后一场比赛勉强披挂上阵，但已无力回天。那时，人们都以为，属于齐达内的时代，已经成了过去式。
2004年6月25日，当法国队输给希腊队，从欧洲杯上出局后。齐达内对外发表了一份声明，宣布从此退出国家队。
結果同期進行的2006年世界盃外圍賽，法國卻一度身處落選懸崖，幾乎重演12年前無緣1994年世界盃的悲劇。最終齐达内毅然復出，帶領高盧軍團進軍世界盃。2006年4月27日時，齐达内已宣佈會在2006年世界盃後退役。因他的歸隊，已经和他一起说过退出国家队的马克莱莱和杜林都先后选择了回归。士氣大作的高盧軍團，在接下来的预选赛中取得了不俗的战绩，向世人证明了齐达内虽然年纪大了，但是技战术能力仍然出类拔萃。2006年5月27日，在法国与墨西哥的比赛中，齐达内完成了自己为法国队效力的第100场比赛。在淘汰賽先後擊敗西班牙、巴西、葡萄牙等強隊闖入決賽。
齐达内的告別賽是對意大利的2006年世界盃決賽，他在開賽7分鐘以一記十二碼為法國隊先開紀錄。然而，在加時賽下半場義大利球員馬特拉斯同席丹發生口角，齐达内後以他的光頭撞向對方胸口，被罰紅牌出場，法國最後也在互射点球中輸掉比賽。儘管如此，齐达内還是憑藉其出色的表現，得到國際足聯授予世界盃金球獎，是目前唯一一位身背紅牌獲得該獎項的球員。2006年7月11日，法國總統希拉克親自接見了齐达内，讚揚他為世界足球史上最傑出的球員之一。

### 國際賽入球
| #   | 日期       | 地点                               | 对手         | 进球  | 比分结果 | 比赛性质                   |
| 1.  | 1994-08-17 | 法國波爾多, 沙邦-戴爾馬球場        | 捷克斯洛伐克 | 1 – 2 | 2–2      | 友誼賽                     |
| 2.  | 1994-08-17 | 法國波爾多, 沙邦-戴爾馬球場        | 捷克斯洛伐克 | 2 – 2 | 2–2      | 友誼賽                     |
| 3.  | 1995-09-06 | 法國歐塞爾, 阿貝-德尚球場          |              | 7 – 0 | 10–0     | 1996年歐洲國家盃外圍賽     |
| 4.  | 1995-10-11 | 羅馬尼亞布加勒斯特, Ghencea        | 羅馬尼亞     | 1 – 3 | 1–3      | 1996年歐洲國家盃外圍賽     |
| 5.  | 1996-02-21 | 法國尼姆, Curbs                    | 希腊         | 3 – 1 | 3–1      | 友誼賽                     |
| 6.  | 1997-06-11 | 法國巴黎 , 王子公園體育場          | 義大利       | 1 – 0 | 2–2      | Tournoi de France          |
| 7.  | 1998-01-28 | 法國聖但尼, 法蘭西體育場           | 西班牙       | 1 – 0 | 1–0      | 友誼賽                     |
| 8.  | 1998-02-25 | 法國馬賽, 韋洛德羅姆球場           | 挪威         | 2 – 1 | 3–3      | 友誼賽                     |
| 9.  | 1998-05-27 | 摩洛哥達爾貝達, 穆罕默德五世體育場 | 比利时       | 0 – 1 | 0–1      | 1998 Hassan II Trophy      |
| 10. | 1998-07-12 | 法國聖但尼, 法蘭西體育場           | 巴西         | 1 – 0 | 3–0      | 1998年世界盃足球賽決賽     |
| 11. | 1998-07-12 | 法國聖但尼, 法蘭西體育場           | 巴西         | 2 – 0 | 3–0      | 1998年世界盃足球賽決賽     |
| 12. | 1999-09-08 | 亞美尼亞葉里溫, Hrazdan Stadium    | 亞美尼亞     | 1 – 2 | 2–3      | 2000年歐洲國家盃外圍賽     |
| 13. | 2000-02-23 | 法國聖但尼, 法蘭西體育場           | 波蘭         | 1 – 0 | 1–0      | 友誼賽                     |
| 14. | 2000-06-04 | 摩洛哥達爾貝達, 穆罕默德五世體育場 | 日本         | 1 – 1 | 2–2      | 2000 Hassan II Trophy      |
| 15. | 2000-06-25 | 比利时布魯日, Jan Breydel          | 西班牙       | 0 – 1 | 1–2      | 2000年歐洲國家盃半準決賽   |
| 16. | 2000-06-28 | 比利时布魯塞爾, 博杜安國王體育場   | 葡萄牙       | 1 – 2 | 1–2      | 2000年歐洲國家盃準決賽     |
| 17. | 2001-02-27 | 法國聖但尼, 法蘭西體育場           | 德国         | 1 – 0 | 1–0      | 友誼賽                     |
| 18. | 2001-03-24 | 法國聖但尼, 法蘭西體育場           | 日本         | 1 – 0 | 5–0      | 友誼賽                     |
| 19. | 2002-03-27 | 法國聖但尼, 法蘭西體育場           | 苏格兰       | 1 – 0 | 5–0      | 友誼賽                     |
| 20. | 2003-03-29 | 法國朗斯, 博拉尔特-德勒利球场      | 馬爾他       | 4 – 0 | 6–0      | 2004年歐洲國家盃外圍賽     |
| 21. | 2003-03-29 | 法國朗斯, 博拉尔特-德勒利球场      | 馬爾他       | 6 – 0 | 6–0      | 2004年歐洲國家盃外圍賽     |
| 22. | 2003-04-02 | 義大利巴勒莫, 巴爾貝拉球場         | 以色列       | 0 - 2 | 1-2      | 2004年歐洲國家盃外圍賽     |
| 23. | 2004-06-06 | 法國聖但尼, 法蘭西體育場           | 乌克兰       | 1 - 0 | 1-0      | 友誼賽                     |
| 24. | 2004-06-13 | 葡萄牙里斯本, 盧斯球場             | 英格兰       | 1 - 1 | 2-1      | 2004年歐洲國家盃分組賽     |
| 25. | 2004-06-13 | 葡萄牙里斯本, 盧斯球場             | 英格兰       | 2 - 1 | 2-1      | 2004年歐洲國家盃分組賽     |
| 26. | 2004-06-21 | 葡萄牙科英布拉, 市政体育場         | 瑞士         | 0 - 1 | 1-3      | 2004年歐洲國家盃分組賽     |
| 27. | 2005-08-17 | 法國蒙彼利埃, Mosson               |              | 2 - 0 | 3-0      | 友誼賽                     |
| 28. | 2005-10-12 | 法國聖但尼, 法蘭西體育場           | 賽普勒斯     | 1 - 0 | 4-0      | 2006年世界盃外圍賽         |
| 29. | 2006-06-27 | 德国漢諾威, AWD球場                | 西班牙       | 1 - 3 | 1-3      | 2006年世界盃足球賽十六强賽 |
| 30. | 2006-07-05 | 德国慕尼黑, 安聯竞技場             | 葡萄牙       | 0 - 1 | 0-1      | 2006年世界盃足球賽準決賽   |
| 31. | 2006-07-09 | 德国柏林, 奧林匹克體育場           | 義大利       | 0 - 1 | 1-1      | 2006年世界盃足球賽決賽     |

## 教練生涯
2016年1月4日至2018年5月31日，齐达内帶領俱樂部奪得一屆西班牙甲級聯賽冠軍、三屆歐洲冠軍聯賽冠軍、一屆西班牙超級盃冠軍、兩屆歐洲超級盃冠軍及兩屆世界冠軍球會盃冠軍
2019年3月11日至2021年5月27日，齐达内二次執教皇馬帶領俱樂部奪得一屆西班牙甲級聯賽冠軍、一屆西班牙超級盃冠軍。
2021年5月27日，皇家馬德里宣布席丹不再擔任球隊主教練。
齐达内於兩次執教皇馬期間獲得歐洲冠軍聯賽、歐洲超級盃、世界冠軍球會盃、西班牙甲級聯賽、以及西班牙超級盃各項錦標達11次。
個人獎項方面，齐达内亦曾於2017年獲得國際足總最佳教練獎以及金球獎年度最佳教練3次。

## 風格
席丹身高腿長，不以速度見長，身軀高大卻擁有優異的平衡感，左右一雙長腳的皮球控制技術極為精妙。這兩個特點結合起來，使得5號球在他的腳下如同一般成人使用4號球般，輕巧的一撥一弄間就形成了頂級假動作，可使防守他的球員判斷錯誤而失去重心，優異的平衡感則讓席丹能在接續假動作後，以敏捷的轉身或加減速完成擺脫過人。這種世界級的護球能力使得他在中場盤球時，可以牽制住對方二到三名球員甚至更多，也極少被搶去皮球。席丹主要位置為中前場，亦可擔任第二前鋒或後腰，無論在球會或國家隊都是串連球隊的進攻核心，當席丹在場上時，所有的攻勢幾乎都由他策動。席丹亦具備頂級的傳送視野及卓越的射術，驚人的球感更造就了無數的經典停球動作，踢法極具觀賞價值，堪稱「球場藝術家」。

### 左腳交右腳
齐达内的左右腳皆可純熟控球，「左腳交右腳」技巧更是爐火純青，配合其令人目眩之多重假動作，大大提高了盤球突破的效率及變化，對手要截走其腳下球是極困難的。

### 馬賽迴旋
齐达内有一招很著名的盤帶技術名為「馬賽迴旋」（齐达内出生於法國馬賽，不過一生從未效力馬賽球會），又名「齐达内轉身」。
該使用方式為當球員需要過人時，球的位置在球員前方，球員轉側身用前腳底（或腳掌內側）把球往後拉，身體順勢迴旋到一定角度的動作同時，用後腳底（或腳掌內側）將球往前推到球員正面前方。
當年媒體與球迷皆以齐达内轉身稱呼，但席丹認為他並非首創人物，且不喜歡以他的名字命名，故現今多以馬賽迴旋稱呼。

### 天外飛仙
2002年歐冠決賽皇家馬德里對陣勒沃库森的比賽中，席丹以一腳技驚四座的左腳半轉身凌空怒射打入制勝球，幫助皇馬奪得當年歐冠冠軍。這一腳經典的射門被中文圈球迷們暱稱為「天外飛仙」。

## 其它紀錄
- 法國球王施丹三奪世界足球先生，目前與巴西传奇朗拿度成為奪得第三多世界足球先生的球員，僅次於基斯坦奴·朗拿度和美斯。
- 施丹是首位奪得世界足球先生的法國球員，亦是第4位奪得歐洲足球先生的法國球員，之前3位是雷蒙高帕、柏天尼及柏賓。
- 施丹連續多年入選世界足球先生，由1998年首奪獎項開始，連續8年均成為世界足球先生最後五強，以下是他歷年所得分數及名次： 
  - 1997年世界足球先生，共得62分，名次第3
  - 1998年世界足球先生，共得518分，名次第1
  - 1999年世界足球先生，共得68分，名次第5
  - 2000年世界足球先生，共得370分，名次第1
  - 2001年世界足球先生，共得94分，名次第4
  - 2002年世界足球先生，共得148分，名次第3
  - 2003年世界足球先生，共得264分，名次第1
  - 2004年世界足球先生，共得150分，名次第5
  - 2006年世界足球先生，共得454分，名次第2
- 2004年時值歐洲足協成立50周年，於官方網站選出歷史上50位最偉大的歐洲球員，最終施丹得票123,582張，領先次名碧根鮑華（Franz Beckenbauer）1013張票，成為首位。
- 國際足協成立100年，公布歷史上最偉大的125名球員，即是FIFA 100，施丹成為名單中之一位。

## 2006年世界盃決賽蓄意侵犯马特拉齐事件
2006年世界杯決賽為施丹退役前的最後賽事，對手是意大利。施丹在決賽開始不久即射入十二碼，但意大利後衛马特拉齐在上半場以頭搥扳平，1比1的賽果持續至加時階段。
在加時下半場5分鐘，施丹轉身彎腰狠狠一頭撞中馬特拉斯胸口，這項舉動後來被稱為「施丹頭槌」，馬特拉斯應聲倒地。施丹終遭紅牌出場，同時也劃下其職業生涯的令觀眾錯愕的休止符。而所屬的法國隊在互射12碼後，以總分5:3敗給意大利。但施丹在決賽前舉行的投票中獲得金球獎。
外界紛紛揣測施丹報復的原因，最初有讀唇專家指馬特拉斯在當時侮辱施丹的姐姐，又有報導指馬特拉斯稱施丹為「意大利養出來的一條忘恩負義的狗」，英國《衛報》則報道，馬特拉斯向祖籍非洲阿爾及利亞的施丹表示「你是恐怖分子」。
及後，施丹接受法國電視台訪問時聲稱，他之所以用頭撞向馬特拉斯，是因為對方出言侮辱其姐姐及母親，並就自己的行為會教壞小朋友，而公開道歉，但強調不會為反擊行為感到後悔。
馬特拉斯雖承認曾出言侮辱，但否認言論涉及施丹的母親，二人各執一辭。馬特拉斯在《米蘭體育報》的專訪中，重申自己沒有辱罵施丹母親，他說：「我沒有對他說任何有關種族、宗教或政治的言論，也沒有提及他媽媽。我15歲時便失去母親，直至現在每當提起她，對我仍是感觸至深。我真的不曉得他的媽媽正在醫院養病，我希望向她送上最真誠的祝福」，並說「施丹永遠是我首席偶像，我欣賞他在場上的演出」
在2006年7月中旬，國際足協表示會紀律調查馬特拉斯。國際足協主席布拉達表示可能會褫奪施丹的金球獎。
7月20日，國際足聯紀律委員會裁定處罰結果：施丹被禁賽三場並罰款7500瑞士法郎（約6014美元），另馬特拉斯罰款5000瑞士法郎及暫停賽事兩場，齐达内本屆世界盃上獲得的金球獎得以保留。但因他已退役之關係，施丹提議為少年兒童做三天社區勞動代替禁賽，國際足總接受其建議。
2007年，马特拉齐在意大利杂志《微笑和歌唱电视》(TV Sorrisi e Canzoni)中，揭露了当时他与齐达内的对话内容，也让这一“悬案”的真相水落石出。齐达内当时對拉扯自己的马特拉齐说：“如果你喜欢我的球衣，赛後我就把球衣送你(If you want my shirt, I will give to you afterwards)。”马特拉齐随即回击：“我倒比較喜欢你的那个婊子姐姐 (preferisco quella buttana di tua sorella)。”
马特拉齐曾表示愿意与齐达内和好如初，不过齐达内时隔四年后表态称，他永远也不会向马特拉齐道歉。

## 家庭
- 長子：恩佐·齊達內（英语：Enzo Fernández (footballer, born 1995)）（1995年3月24日—）：職業足球員，羅德茲球員
- 次子：盧卡·齊達內（英语：Luca Zidane）（1998年5月13日—）：職業足球員，巴列卡諾閃電球員
- 三子：特奧·齊達內（英语：Théo Zidane）（2002年5月18日—）：職業足球員，法國U-20國家隊（英语：France national under-20 football team）、皇馬卡斯蒂利亞球員
- 四子：埃利亞斯·齊達內（英语：Elyaz Zidane）（2005年12月26日—）：職業足球員，法國U-17國家隊（英语：France national under-17 football team）、皇馬青年隊（英语：Real Madrid CF (youth)）球員

## 荣誉

### 球員生涯
波爾多
- 歐洲足協圖圖盃：1995

 祖雲達斯
- 意大利足球甲级联赛：1996–97、1997–98
- 意大利超級盃：1997（英语：1997 Supercoppa Italiana）
- 歐洲超級盃：1996
- 洲際盃：1996
- 歐洲足協圖圖盃：1999

 皇家馬德里
- 西班牙足球甲级联赛：2002–03
- 西班牙超級盃：2001（英语：2001_Supercopa de España）、2003（英语：2003 Supercopa de España）
- 欧洲冠军联赛：2001–02
- 歐洲超級盃：2002
- 洲際盃：2002

 法國U16
- 美人魚盃（波蘭語：Puchar Syrenki）：1987[18]

 法國
- 國際足協世界盃：1998
- 欧洲足球锦标赛：2000

### 執教生涯
皇家馬德里
- 西班牙足球甲级联赛：2016–17[19]、2019–20
- 西班牙超級盃：2017（英语：2017 Supercopa de España）、2019–20（英语：2019–20 Supercopa de España）
- 欧洲冠军联赛：2015–16、2016–17、2017–18
- 歐洲超級盃：2016、2017
- 国际足联俱乐部世界杯：2016、2017

### 勳章
- 法國榮譽軍團騎士勳位：1998[20]
- 阿爾及利亞國家功績勳章軍官勳位（英语：National Order of Merit (Algeria)）：2006[21]
- 法國榮譽軍團軍官勳位：2008[22]

## 外部連結
| 獎項                   | 獎項                           | 獎項                 |
| ---------------------- | ------------------------------ | -------------------- |
| 前任： 斯特凡·埃芬博格 | 歐洲足協最有價值球員 2001-02年 | 繼任： 詹路易吉·布冯 |